# Église Notre-Dame de Charmant
Pour les articles homonymes, voir Église Notre-Dame.
Ne doit pas être confondu avec Église Notre-Dame de Chamant.
L'église Notre-Dame de Charmant est une église de culte catholique située dans la commune de Charmant, dans le département de la Charente, en France.

## Histoire
Datant de la fin du XIe siècle, il s'agit d'un monument classé monument historique par la liste de 1846.

## Description

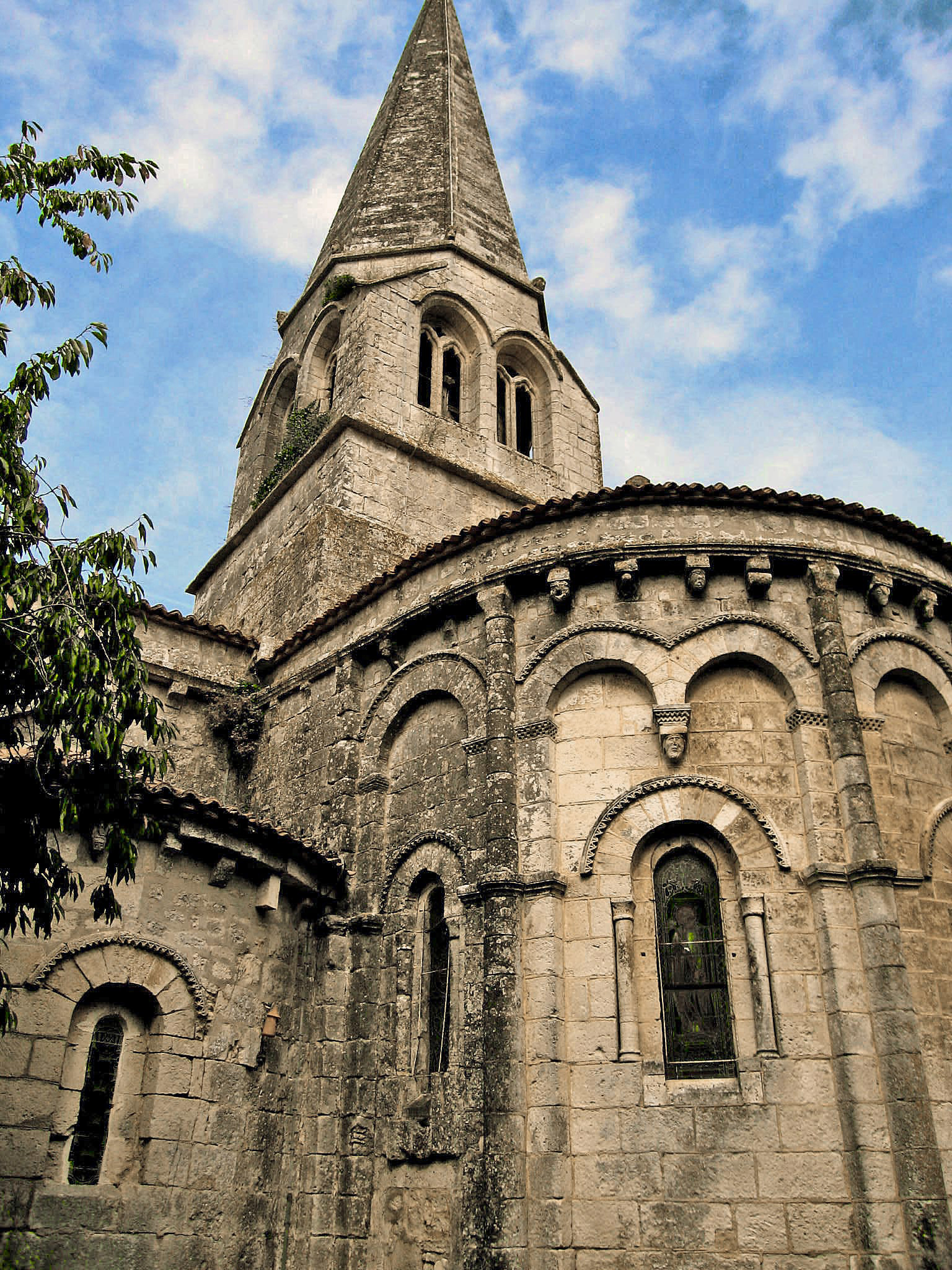
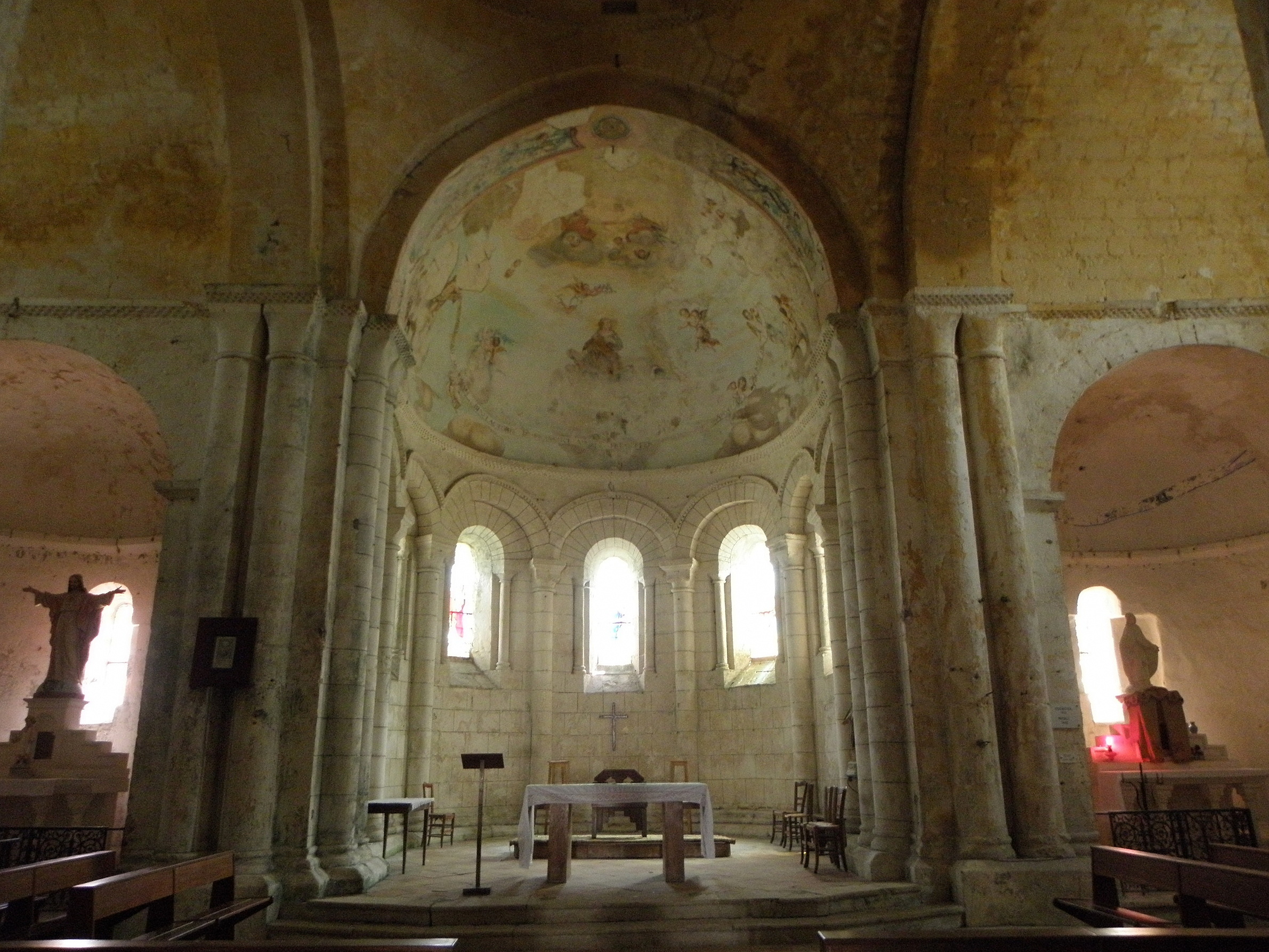
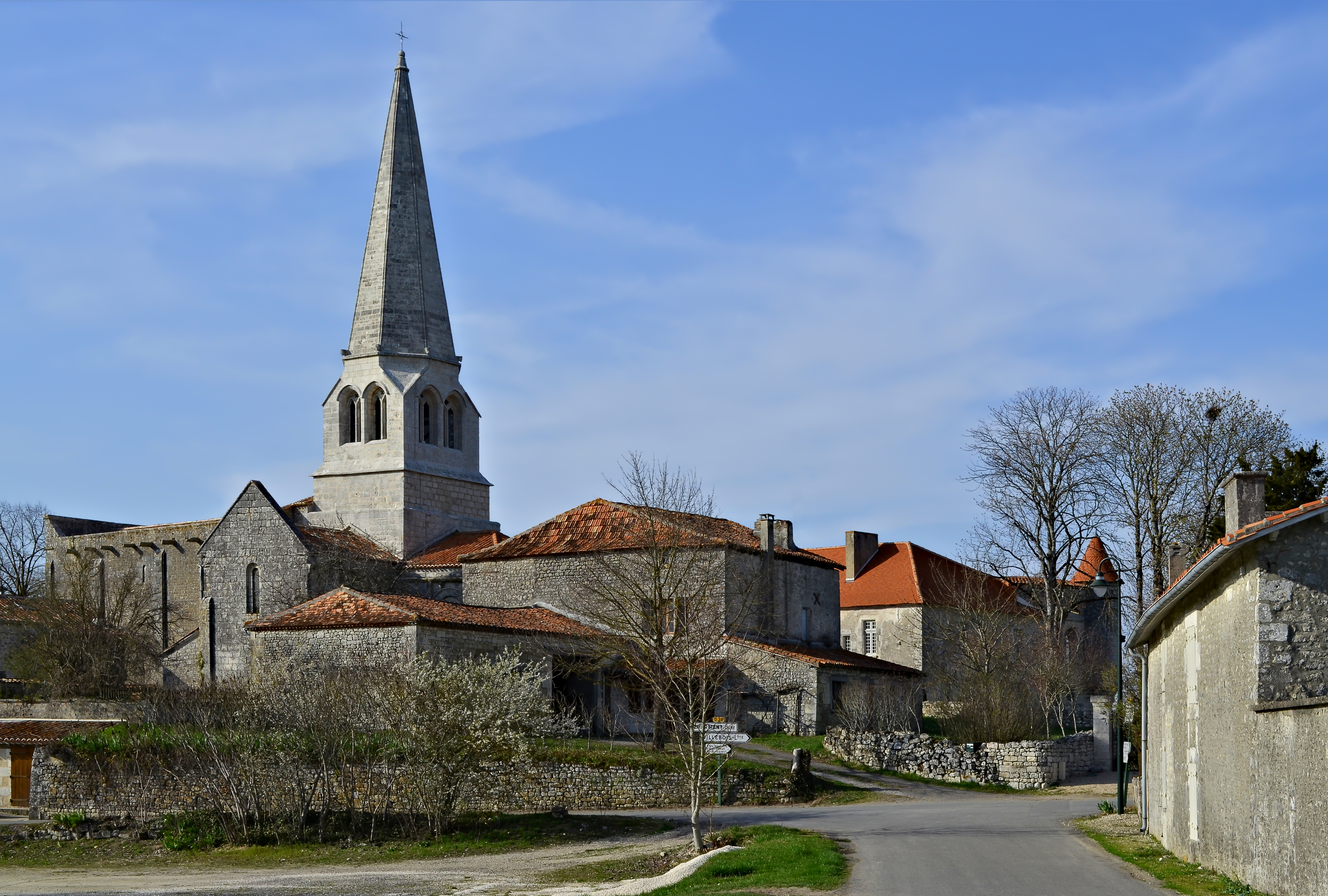